# Szczeciniakowate

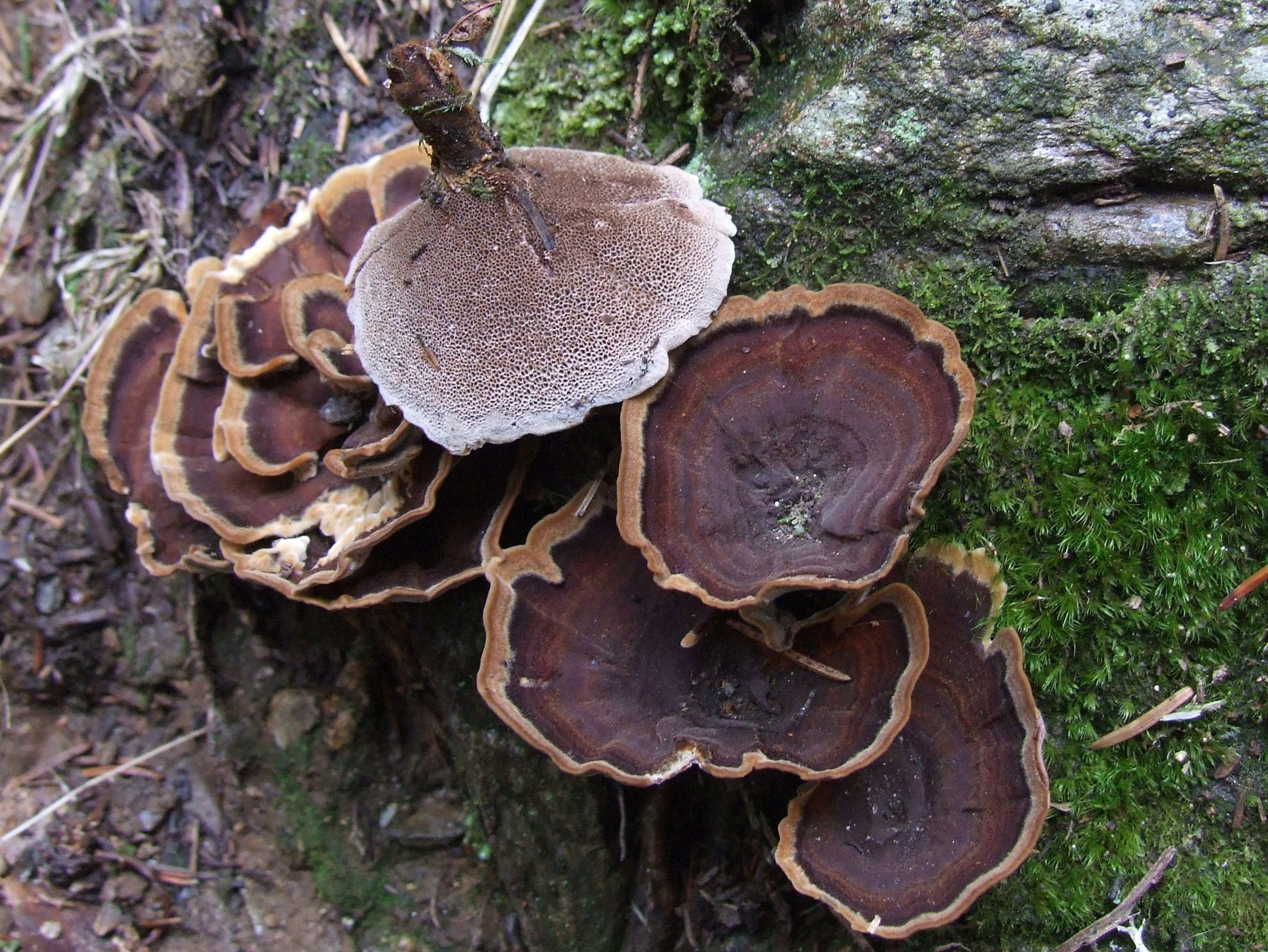
Stułka piaskowa (Coltricia perennis)

Szczeciniakowate, szczecinkowcowate (Hymenochaetaceae Donk) – rodzina grzybów z rzędu szczeciniakowców (Hymenochaetales).

## Charakterystyka
Owocniki naziemne lub nadrzewne, o różnej budowie, przypominające spotykane u gatunków z rodziny żagwiowatych (Polyporaceae). Hymenofor gładki, kolczasty lub porowaty, często z drobnymi ciemnobrązowymi szczecinkami. Zarodniki szczeciniakowatych są barwy żółtawej lub brązowawej (rzadko bezbarwne), gładkie, a ich wysyp brązowawy.

## Systematyka
Pozycja według Index Fungorum: Hymenochaetaceae, Hymenochaetales, Agaricomycetidae, Agaricomycetes, Agaricomycotina, Basidiomycota, Fungi.
Według aktualizowanej klasyfikacji Index Fungorum bazującej na Dictionary of the Fungi do rodziny tej należą rodzaje:
- Asterodon Pat. 1894 – gwiazdoząb
- Aurificaria D.A. Reid 1963
- Botryodontia (Hjortstam & Ryvarden) Hjortstam 1987
- Clavariachaete Corner 1950
- Coltricia Gray 1821 – stułka
- Coltriciella Murrill 1904
- Coniferiporia L.W. Zhou & Y.C. Dai 2016
- Cyclomyces Kunze ex Fr. 1830
- Cylindrosporus L.W. Zhou 2015
- Deviodontia (Parmasto) Hjortstam & Ryvarden 2009
- Dichochaete Parmasto 2001
- Erythromyces Hjortstam & Ryvarden 1990
- Fomitiporia Murrill 1907 – guzoczyrka
- Fulvoderma L.W. Zhou & Y.C. Dai 2018
- Fuscoporia Murrill 1907 – rdzawoporka
- Hastodontia (Parmasto) Hjortstam & Ryvarden 2009
- Hydnoporia Murrill 1907
- Hymenochaete Lév. 1846 – szczeciniak
- Hymenochaetopsis S.H. He & Jiao Yang 2016
- Inocutis Fiasson & Niemelä 1984
- Inonotopsis Parmasto 1973
- Inonotus P. Karst. 1879 – błyskoporek
- Neomensularia F. Wu, L.W. Zhou & Y.C. Dai 2016
- Nothophellinus Rajchenb. 2015
- Onnia P. Karst. 1889
- Phellinidium (Kotl.) Fiasson & Niemelä 1984
- Phellinopsis Y.C. Dai 2010
- Phellinotus Drechsler-Santos, Robledo & Rajchenb. 2016
- Phellinus Quél. 1886 – czyreń
- Phellopilus Niemelä, T. Wagner & M. Fisch. 2001
- Phylloporia Murrill 1904 – czyrenica
- Pseudoinonotus T. Wagner & M. Fisch. 2001 – bladoporek
- Pyrrhoderma Imazeki 1966
- Sanghuangporus Sheng H. Wu, L.W. Zhou & Y.C. Dai 2015
- Tropicoporus L.W. Zhou, Y.C. Dai & Sheng H. Wu 2015
- Tubulicrinis Donk 1956 – rozwiernik
- Xanthoporia Murrill 1916

Nazwy polskie według W. Wojewody z 2003 r.